# Jaskinia Niedźwiedzia Niżnia
Jaskinia Niedźwiedzia Niżnia (Niedźwiedzia Dolna, Niedźwiedzia) – jaskinia w Dolinie Miętusiej w Tatrach Zachodnich. Wejście do niej znajduje się w zachodnim zboczu doliny, poniżej Gładkiego Upłaziańskiego, na wysokości 1294 m n.p.m. Długość jaskini wynosi 24 metry, a jej deniwelacja 4 metry.

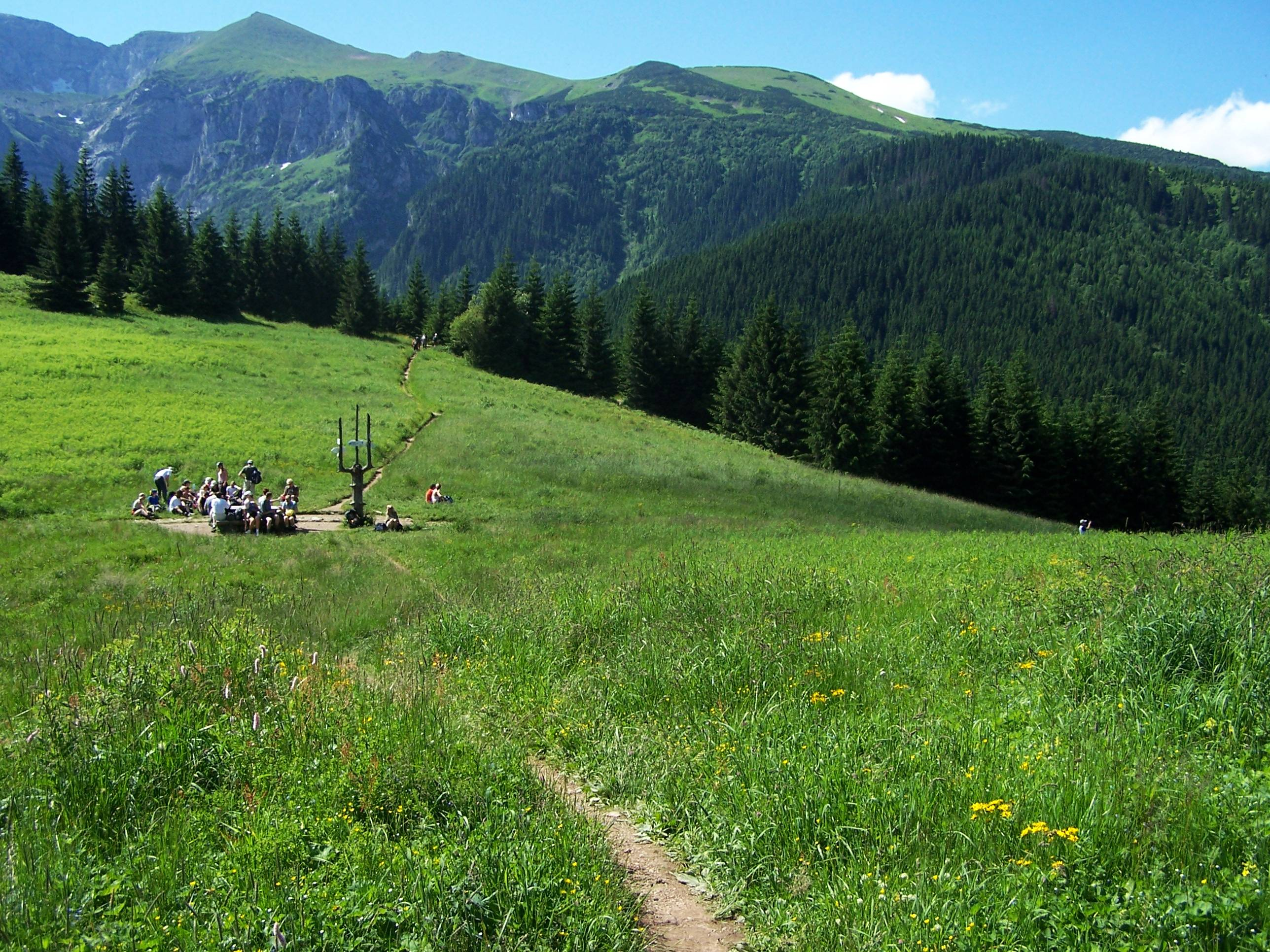
Na wprost Gładkie Upłaziańskie i Upłaziańska Kopka

## Opis jaskini
Jaskinię stanowi kilkunastometrowy korytarz z niewielką boczną odnogą ciągnący się od otworu wejściowego do płytkiego jeziorka za którym rozgałęzia się. Na lewo idzie kilkumetrowy korytarz. Na prawo znajduje się 3-metrowy kominek. Nad nim przebiega poprzeczna szczelina, która w obu kierunkach zaraz się kończy.
Mniej więcej w połowie korytarza, nad prożkiem, odchodzi od niego do góry kilkumetrowy korytarzyk, który zakręca i idzie równolegle. Płynie nim często woda.

## Przyroda
W jaskini można spotkać drobne nacieki grzybkowe. Ściany są mokre. Znajduje się w niej stałe jeziorko.

## Historia odkryć
Jaskinia znana prawdopodobnie od dawna, choć jako pierwszy opisał ją Stefan Zwoliński. Nazwał ją Jaskinią Niedźwiedzią a później, po znalezieniu Jaskini Niedźwiedziej Średniej (znajdowały się w niej kości niedźwiedzi), Jaskinią Niedźwiedzią Dolną.
W 1992 roku grotołazi z Warszawy przekopali prawie 5 metrów korytarza za jeziorkiem i odkryli kominek.